# Galvanische Trennung
Unter galvanischer Trennung (auch galvanische Entkopplung oder Potentialtrennung) versteht man das Vermeiden der elektrischen Leitung zwischen zwei Stromkreisen, zwischen denen Leistung oder Signale ausgetauscht werden sollen. Die elektrische Leitung wird dabei durch elektrisch nicht leitfähige Kopplungsglieder aufgetrennt. Bei galvanischer Trennung sind die elektrischen Potentiale voneinander getrennt und die Stromkreise sind dann untereinander potentialfrei. Dabei darf diese Trennung nicht an anderer Stelle, beispielsweise über Erdungen, aufgehoben sein.
Die Bezeichnungen „galvanische Trennung“ und galvanische Kopplung (Gleichstromkopplung) sind im Zusammenhang mit den Forschungen des italienischen Arztes Luigi Galvani geprägt worden.
Eine galvanische Trennung ist notwendig, wenn Stromkreise aufeinander einwirken, ihre Bezugspotentiale jedoch getrennt bleiben sollen. Sie kann zur Vermeidung von Störungen (Gleichtaktstörungen oder Ausgleichsströme über Erdschleifen) zum Beispiel bei der Übergabe von Messsignalen, Hochfrequenz- oder Audiosignalen oder bei digitalen Signalen erforderlich sein. Auch aus Sicherheitsgründen wird eine Potentialtrennung angewendet, um so berührbare Teile von Stromkreisen mit lebensgefährlichen Spannungen zu trennen.
Ein weiterer Grund kann die Vermeidung von Kontaktkorrosion sein. Im Erdreich verlegte unterschiedliche Metalle bilden ein galvanisches Element und würden korrodieren, wenn sie elektrisch verbunden sind.
Wenn es ausschließlich auf das Fehlen einer elektrisch leitenden Verbindung ankommt, die Stromkreise also keine Auswirkungen aufeinander haben sollen, so spricht man von Isolierung.

## Möglichkeiten der technischen Umsetzung
Die galvanische Trennung umfasst stets zugleich eine nicht-elektrische Kopplung. Zur Leistungs- oder Signalübertragung können verschiedene Bauelemente wie Transformatoren, Kondensatoren, Optokoppler, Lichtwellenleiter oder Relais verwendet werden. Nach dem aktuellen Stand der technischen Entwicklung wird die Kopplung fast ausschließlich durch Induktion, Influenz, Strahlung oder mittels eines potentialfreien Kontaktes realisiert.

### Induktive Trennung

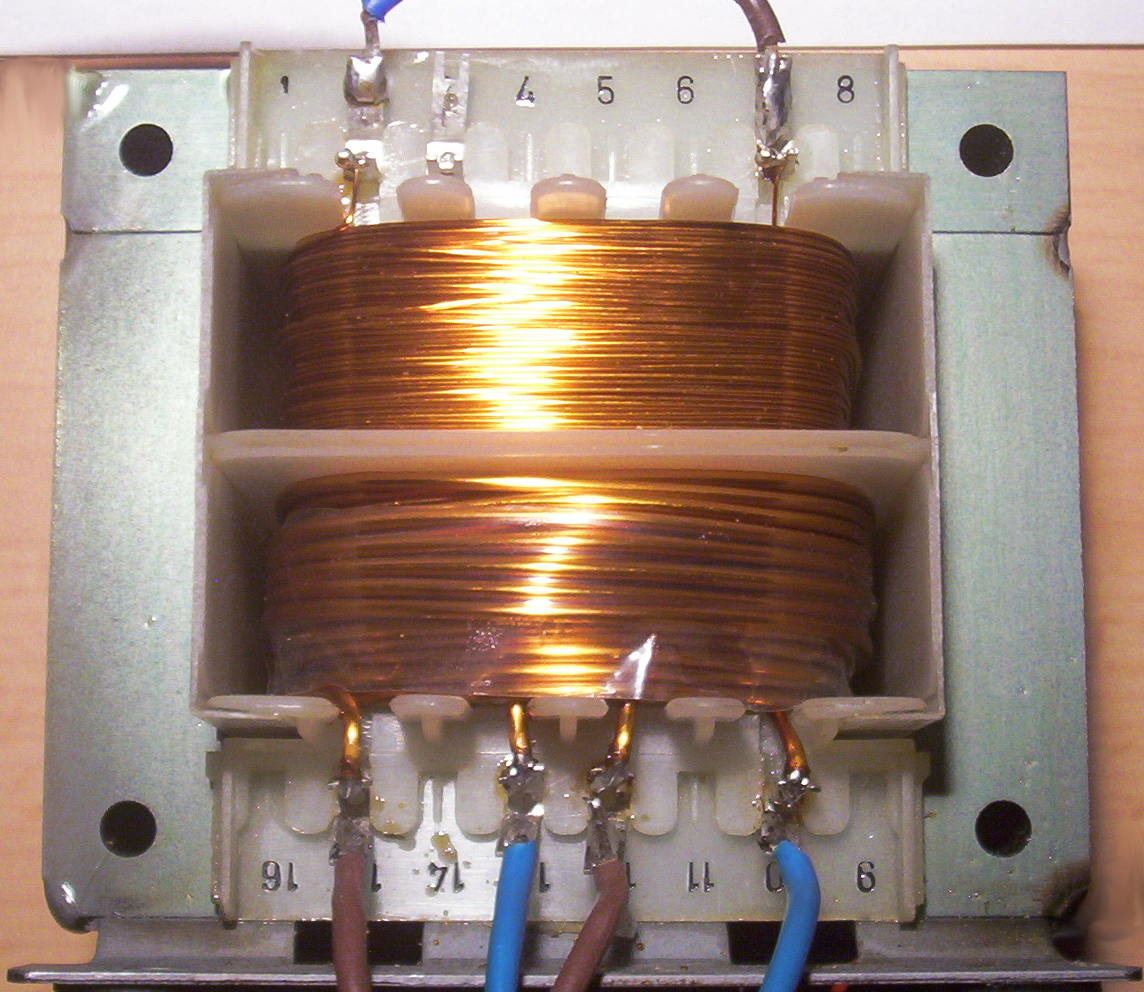
Galvanische Trennung in einem Transformator: Die Leitungen des Primärstromkreises (oben, Netzwicklung) kommen nicht mit denen des Sekundärstromkreises (unten, Kleinspannungswicklung) in Berührung.

Induktiv galvanisch getrennte Leistungs- und Signalkopplung erfordert Trenntransformatoren, Übertrager oder auch nahe beieinander liegende Spulen. Mit ihnen wird eine für den jeweiligen Anwendungszweck erforderliche Wechselspannung übertragen und zugleich eine galvanische Trennung zwischen Primär- und Sekundärstromkreis geschaffen. Bei Netztransformatoren (ausgenommen Spartransformatoren) kann die Sekundärseite potentialfrei betrieben werden oder auf einem beliebigen anderen Potential liegen. Nur bei Speisung aus einem Mittelspannungs- oder Hochspannungsnetz soll zur Sicherheit und zur Verhinderung kapazitiver Ableitströme die Sekundärseite geerdet sein.
Eine Schutzisolierung zur sicheren elektrischen Trennung ist bei denjenigen Netztransformatoren gegeben, die eine verstärkte oder doppelte Isolierung aufweisen und mit Zeichen der Schutzklasse II oder III gekennzeichnet sind.
Zur induktiven galvanischen Trennung von analogen Mess- oder Audiosignalen verwendet man Übertrager, Messwandler, transformatorische Mantelstromfilter oder induktiv gekoppelte elektronische Trennverstärker. Bei Anlagen mit langen Leitungen oder mehreren Erdungspunkten werden damit Brummschleifen verhindert.
In älteren Fernsehgeräten gab es Übertrager zwischen Gerät und Kopfhöreranschluss, da diese Geräte einen der Netzanschlusspole als Bezugspotential (Chassis) hatten.
Induktive Übertragung wird auch beim kontaktlosen Laden (elektrische Zahnbürsten) angewendet und dient der besonderen Berührungssicherheit (sichere elektrische Trennung) in feuchter Umgebung.

### Kapazitive Trennung

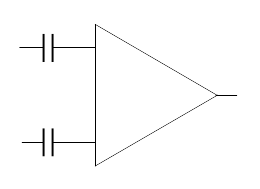
Kapazitive Trennung mit zwei Kondensatoren

Kondensatoren können durch Ladungsverschiebung Wechselgrößen hindurchlassen, Gleichgrößen dagegen nicht. Bei geeigneter Dimensionierung können niedrigfrequente Wechselspannungen (z. B. die Netzspannung) ebenfalls gesperrt werden, und nur höherfrequente Spannungen werden durchgelassen. Voraussetzung ist ein genügend großer Frequenzabstand des übertragenen Signales, was oft durch Modulation des Signales auf einen Träger erreicht wird. Auf diese Weise können kleine spannungsfeste Kondensatoren zur Potentialtrennung eingesetzt werden.
Die kapazitive galvanische Trennung ist konstruktiv oft einfacher als die induktive. Sie erfordert für jeden Leiter einen Kondensator. Die oben erwähnten Mantelstromfilter sowie Trennverstärker sind mit kapazitiver Kopplung realisierbar, siehe auch Abschnitt Elektronische Baugruppen.
Historische röhrenbestückte Fernsehgeräte hatten kapazitiv gekoppelte Antenneneingänge (2mal 500 Picofarad), da deren Bezugspotential (Chassis) Netzpotential hatte.

### Optoelektronische Trennung

#### Optokoppler

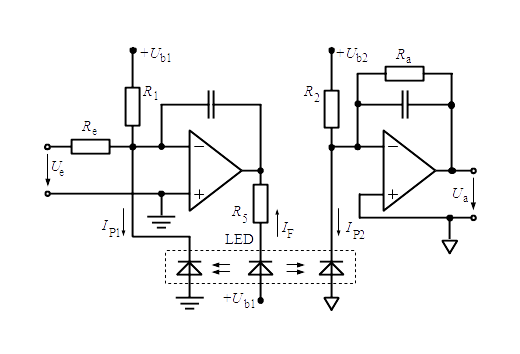
Trennung mit Optokoppler, der zwei Photodioden enthält: Bei gleichem Übertragungsverhalten in beiden Zweigen (wenn) werden durch die Rückkopplung von die Nichtlinearität und Drift der Übertragung kompensiert.

Die galvanische Trennung mittels Optokopplern ist besonders bei digitalen Signalen von Bedeutung. Wegen Toleranzen und Nichtlinearitäten lassen sich analoge Signale mit einfacher Optokopplung nicht genau reproduzieren. Daher beschränkt man sich meist auf Signale mit zwei diskreten Werten. Je nach verwendetem konkreten Bauelement können im Koppler selbst Schaltungsteile enthalten sein, die die Anpassung an Logikpegel vornehmen. Ansonsten erfolgt die Anpassung durch externe Bauteile und Dimensionierung.
Zur Übertragung analoger Informationen benötigt man eine Regelschleife, die Soll- und Instwert vergleicht und den Istwert entsprechend nachregelt. Allgemein kann dies zum Beispiel mit einer aufwändigeren Trennverstärker-Schaltung und einem speziellen Optokoppler, der zwei aufeinander abgestimmte Fototransistoren enthält, erfolgen (Bild rechts).
Eine spezielle, sehr weit verbreitete analoge Anwendung von einfachen Optokopplern ist in der Regelung der Ausgangsspannung von Schaltnetzteilen zu finden. Die Schaltung selber ist kostenoptimiert. Das heißt, sie kommt mit wenigen preiswerten Bauteile, unter anderem einen ungenauen Optokoppler, aus. Vergleichbare Anwendungen einfacher Optokoppler finden sich auch in anderen Regelungen, wie der Geschwindigkeitsregelung von Elektromotoren.
Die Leistungsübertragung ist mit Optokopplung möglich, wenn die Strahlungsquelle stark genug ist und der Empfänger eine Reihenschaltung von Photodioden ausreichender Gesamtfläche besitzt. Als Strahlungsquelle werden auch Laserdioden eingesetzt. Das Verfahren dient der bidirektionalen Kopplung von Sensoren ohne elektrische Versorgungsleitung.

#### Lichtwellenleiter
Der Einsatz von Lichtwellenleitern erlaubt es, bei entsprechender Materialauswahl und Dimensionierung, sehr hohe Isolationsspannungen zu erreichen. Neben der Anwendung in Geräten und Installationen wird die Technik zum Beispiel auch bei Hochspannungstastköpfen eingesetzt.
Der Einsatz eines Lichtwellenleiters zur galvanischen Trennung sollte nicht mit der Funktion eines optischen Isolators verwechselt werden.

## Trennung mittels Relais
Relais arbeiten mit Magnetfeldern und sind prinzipiell Potential trennend. Relais, die eine sichere elektrische Trennung gewährleisten, können Netzstromkreise schalten und mit einer sicheren Kleinspannung betrieben werden (SELV).

## Weitere Verfahren
Eine elektrische Trennung ist weiterhin u. a. mittels Pneumatik, Piezoelementen (z. B. Piezotaster) und elektromagnetischen Wellen möglich.

### Elektronische Baugruppen

#### Isolationsverstärker
Elektronische Schaltungen zur Potentialtrennung gibt es unter der Bezeichnung Isolations- oder Trennverstärker. Sie werden als integrierter Schaltkreis ausgeführt oder als Modul für industrielle Anwendung – mit induktiver, kapazitiver oder optoelektronischer Kopplung und mit belastbarem Ausgang; Eingangskreis, Ausgangskreis und Versorgungskreis können jeweils untereinander potentialfrei und bis in den Kilovoltbereich spannungsfest sein.
Für die Übertragung von Gleichgrößen oder niederfrequenten Wechselgrößen werden diese bei induktiver oder kapazitiver Kopplung einem Träger aufmoduliert; dieser wird potentialfrei übertragen; dann wird das Signal wieder vom Träger abgetrennt. Es gibt vereinfachte Schaltpläne integrierter Schaltkreise dieser Art. Beim Trennverstärker mittels Optokoppler kann in der oben gezeigten Schaltung eine Gleichgröße ohne Modulation übertragen werden.

#### Schnittstellen-Isolierübertrager
Serielle Schnittstellen erfordern meist einen mitgeführten Massebezug oder sind zumindest nur eingeschränkt fähig, Potentialunterschiede zu überbrücken. Während ethernet- und vergleichbare Datennetze prinzipiell transformatorische Trennstellen haben, ist das u. a. bei USB, RS232 oder RS485 nicht der Fall. In gestörter Umgebung oder zur Potentialüberbrückung werden daher Trennbaugruppen eingesetzt. Bei RS232 und USB werden diese Baugruppen aus der Leitung gespeist, auch wenn wie bei RS232 keine dedizierten Versorgungsleitungen vorhanden sind; man nutzt hier die gleichgerichteten Logikpegel zur Speisung.
Die Signalübertragung solcher Isolatoren erfolgt optisch oder induktiv, die ggf. zu übertragende Speisespannung wird induktiv übertragen.

## Anwendungsbereiche
Eine galvanische Trennung ist in folgenden Fällen erforderlich:
- zur Sicherheit (z. B. medizinische Geräte, elektrisches Spielzeug, alle netzbetriebenen Geräte mit Schutzkleinspannung, wie Steckernetzteile, Audiogeräte, Ladegeräte usw.); siehe hierzu auch Schutztrennung.
- aus messtechnischen Gründen: Potentialtrennung der Spannungsversorgung von Messgeräten vom Stromkreis der zu messenden Spannung oder Potentialtrennung im Messsignalweg (z. B. Stromzangen, Stromwandler)
- zur Verhinderung von Brummschleifen und elektromagnetischen Störungen (z. B. Audiogeräte, Analog- und Digitalsignale in der Industrie, Übertrager in Datennetzen, z. B. Ethernet)
- zur Überbrückung von Potentialdifferenzen, z. B. Sensoren in Hochspannungsanlagen.

Wenn mehrere elektrische Größen simultan gemessen und z. B. in einem Computer erfasst werden sollen, deren Bezugspotentiale sich unterscheiden, dann müssen die Messwertaufnehmer voneinander galvanisch getrennt sein. Das kann zum Beispiel mit Stromwandlern, Isolationsverstärkern oder Analog-Optokopplern erreicht werden.
Eine konsequent ausgeführte galvanische Trennung ist ein wirksamer Schutz gegen elektromagnetische Störungen (siehe auch Elektromagnetische Verträglichkeit). Das gilt auch dann, wenn keine galvanische Verbindung zu anderen Stromkreisen besteht – lange Kabel können auch ohne leitende Verbindung Störungen auffangen und in Signaleingänge weiterleiten. Diese sogenannten Gleichtaktstörungen können durch Potentialtrennung von den Signaleingängen ferngehalten werden. Industrieanlagen und -geräte müssen z. B. sog. Burst-Tests bestehen, bei denen steile Hochspannungsimpulse kapazitiv auf die Kabel gekoppelt werden. Auch der Schutz gegenüber eingestrahlten elektromagnetischen Wellen wird durch potentialtrennende Signaleingänge verbessert.
Galvanische Trennung ist weiterhin bei der Datenfernübertragung auf Hochspannungsleitungen und zum Schutz vor EMP erforderlich.

## Potentialangleich
Bei vollständiger galvanischer Trennung zweier Stromkreise kann sich ein Stromkreis gegenüber dem anderen statisch aufladen oder durch Ableitströme ein zur Erde abweichendes Potential einnehmen. Es kann zu Störungen oder sogar zu so hohen Spannungen führen, dass eine folgende elektrostatische Entladung, durch kurze hohe Stromimpulse gekennzeichnet, elektronische Bauteile zerstört. Als Vorsorgemaßnahme können die beiden Stromkreise sehr hochohmig verbunden werden (im Allgemeinen Masse mit Masse). Dadurch wird zwar die Potentialtrennung aufgehoben, durch den hohen Widerstand kann aber nur ein sehr geringer Ausgleichsstrom fließen. Diese lose Verbindung genügt jedoch, um ein definiertes Potential zu sichern und Aufladungen kontinuierlich abfließen zu lassen.
Audiogeräte der Schutzklasse II besitzen ein Metallgehäuse, verbunden mit der potentialfreien Signalmasse. Das ist außer aus Sicherheitsgründen günstig zur Vermeidung von Erdschleifen, andererseits kann das undefinierte Bezugspotential zum Einfangen von Netzbrumm führen. Hierzu bieten die Hersteller eine sogenannte Funktionserde-Verbindung, eine Erdverbindung am Gehäuse, die erforderlichenfalls genutzt werden kann, das Gerät zu erden. Falls eine andere Erdverbindung des Gerätes besteht (zum Beispiel zu einem PC der Schutzklasse I), bleibt die Verbindung frei. Um Erdschleifen zu verhindern und dennoch ein definiertes Potential zu schaffen, wird die Funktionserde und die Gehäusemasse manchmal mit einer Parallelschaltung aus einem Kondensator und einem Widerstand miteinander oder mit der Schutzerde verbunden.